# Derek Ellerman
Derek Ellerman (né le 27 juin 1978) est un entrepreneur social américain. Il a été cofondateur de Polaris Project, une organisation à but non lucratif basée à Washington, DC qui lutte contre la traite des êtres humains et l'esclavage moderne. En 2004, il a été sélectionné comme Fellow par Ashoka. Derek Ellerman est co-éditeur du site Internet féministe intersectionnel Everyday Feminism.

## Formation scolaire
Derek Ellerman a fréquenté l'Université Brown, où il a obtenu son diplôme en 2002, avec un Bachelor of Science en neurosciences cognitives.

## Expérience professionnelle
Alors qu'il était étudiant de premier cycle à l'Université Brown, Derek Ellerman a créé le Center for Police and Community (CPAC), une organisation qui s'est penchée sur les problèmes d'inconduite de la police à Providence, dans le Rhode Island. À CPAC, il a été directeur général et a travaillé pour soutenir les victimes individuelles d'abus policiers. Il a aidé à plaider avec succès pour la création du premier conseil d'examen civil pour l'application de la loi dans l'État de Rhode Island,.
En 2002, au cours de sa dernière année à Brown, Derek Ellerman a cofondé Polaris Project avec Katherine Chon après avoir lu un article dans un journal local sur une fausse entreprise de massage, dont les conditions étaient proches de l'esclavage. Situé aux États-Unis, Polaris Project s'efforce de lutter contre toutes les formes de traite des êtres humains, tout en offrant des programmes et des services pour aider toutes les victimes à travers le pays.